# シェル・シルヴァスタイン
シェル・シルヴァスタイン（Shel Silverstein, 1932年9月25日 - 1999年5月10日）は、アメリカ合衆国の作家、イラストレーター。
1969年、1984年にグラミー賞を受賞するなどシンガーソングライターの顔も持つ。
日本では『おおきな木』がロングセラー。

## 人物
シカゴ生まれ。幼年期はミッドウェストで育つ。
「野球選手になって女の子にもてたいと思っていたが、野球もダンスも苦手でそれゆえに絵、音楽、本の世界に入った」と自ら述べた。朝鮮戦争の退役軍人でもある。40歳代になっても日常スタイルはひげ面にブルージーンズ、大きなカウボーイハットで肉付きの良い身体であった。詩人、音楽家、漫画家、児童文学作家と多彩な顔を持つ。自由な性格であり一箇所に留まらない放浪の生活だった。行きたい所へ行きやりたいことをやり、自分の目で確かめて何にでも挑戦していた。「自分のやり方で」というのがモットー。（出典 『おおきな木』 篠崎書林 本田錦一郎によるあとがき）

## 作詞
ルーズベルト大学でパフォーミング・アーツを学んだことから、作詞も多く手掛けており、代表作に、1970年にグラミー賞を受賞したジョニー・キャッシュのヒット曲「スーという名前の少年(A Boy Named Sue)」がある。Sueという、普通は女性に使われる名前を父親につけられたばっかりに苛めやからかいに遭い、喧嘩を繰り返して乱暴者に成長した男が、家出した父親に復讐するために酒場を訪ね歩き、ついに見つけて父親と対決するという歌。シルヴァスタインの名前シェルには女性的な響きがあり、子供のころに友達からよくそれをからかわれたことから思いついたという。Sueは、進化論を教えた教師が逮捕されたスコープス裁判の検察側弁護士スー・ヒックスから取ったもの（ヒックスは男性だが、出産時に死亡した母親の名前スーを付けられた）。のちに「スーという名前の少年の父親」という歌も書いている。

## 著作
日本語訳は単行本のみ
- The giving tree
  - おおきな木 / ほんだきんいちろう訳. -- 篠崎書林, 1976.12
  - おおきな木 / 村上春樹訳. -- あすなろ書房, 2010.9、改訂版2023.1
- A Giraffe and a Half
  - おかしなおかしなきりんくん / ふじたたまお訳. -- 実業之日本社, 1976.9
  - ゆかいないっぴきはん / 大島省子訳. -- 篠崎書林, 1988.6
- The missing piece
  - ぼくを探しに / 倉橋由美子訳. -- 講談社, 1977.4
- Where the Sidewalk Ends
  - 歩道の終るところ / 倉橋由美子訳. -- 講談社, 1979.6
- The missing piece meets the Big O
  - ビッグ・オーとの出会い : 続ぼくを探しに / 倉橋由美子訳. -- 講談社, 1982.7
- A light in the attic
  - 屋根裏の明かり / 倉橋由美子訳. -- 講談社, 1984.1
- Lafcadio, the lion who shot back
  - ライオンのラフカディオ / わじまさくら訳. -- 佑学社, 1987.4 谷川俊太郎解説
  - 人間になりかけたライオン / 倉橋由美子訳. -- 講談社, 1997.11
- Who wants a cheap Rhinoceros?
  - おとくなサイはいかがです？ / よしかわみちお訳. -- 篠崎書林, 1988.4
- Falling up
  - 天に落ちる / 倉橋由美子訳. -- 講談社, 2001.10
- Don't bump the glump!
  - コノヒトタチつっつくべからず / 川上弘美訳. -- 講談社, 2009.10

## 伝記
- 「おおきな木」の贈りもの : シェル・シルヴァスタイン / マイケル・グレイ・ボーガン著, 水谷阿紀子訳. -- 文渓堂, 2010.1,ISBN 978-4894236417